# گویترین
گویترین (به انگلیسی: Goitrin) با فرمول شیمیایی C5H7NOS یک ترکیب شیمیایی با شناسه پاب‌کم 3034683 است. 